# Cécile Jeanson
Cécile Jeanson (Perpiñán, Francia, 17 de agosto de 1972) es un nadadora retirada especializada en pruebas de estilo mariposa. Fue medalla de bronce en 100 metros mariposa durante el Campeonato Europeo de Natación de 1995.
Representó a Francia en los Juegos Olímpicos de Barcelona 1992, Atlanta 1996 y Sídney 2000.

## Palmarés internacional
| Campeonato Europeo de Natación | Campeonato Europeo de Natación | Campeonato Europeo de Natación | Campeonato Europeo de Natación |
| Año                            | Lugar                          | Medalla                        | Prueba                         |
| ------------------------------ | ------------------------------ | ------------------------------ | ------------------------------ |
| 1995                           | Viena (Austria)                | Medalla de bronce              | 100 m mariposa                 |